# Centro Cristiano Democrático
Centro Cristiano Democrático (en italiano: Centro Cristiano Democratico) (CCD) fue partido político italiano democristiano.

## Historia
El partido surgió de una escisión del Partido Popular Italiano (PPI), heredero directo de Democracia Cristiana (DC), en 1994. Sus líderes eran Pier Ferdinando Casini y Clemente Mastella (secretario y presidente al inicio respectivamente) que abogaban por una alianza con Silvio Berlusconi y su Forza Italia (FI), mientras que el PPI abogó por una alianza centrista con Pacto Segni, el Pacto por Italia. El CCD representaba el ala derecha de la antigua DC de edad, mientras que el PPI era en gran parte heredero del ala izquierda del partido, sobre todo tras la posterior escisión de Cristianos Democráticos Unidos (CDU) en 1995.
En las elecciones generales de 1994 CCD se unió a Forza Italia en el Polo de las Libertades en el norte de Italia y al Polo del Buen Gobierno en el sur, obteniendo de 27 diputados y 12 senadores. Después de las elecciones CCD se incorporó al gobierno de Berlusconi, con Clemente Mastella como en Ministro de Trabajo y Francesco D'Onofrio como Ministro de Educación.
En diciembre de 1994 la Liga Norte retiró su apoyo al gobierno, dejando a éste en minoría, lo que a la larga provocó su caída y la convocatoria de las elecciones generales de 1996. En éstas CCD formó una lista conjunta con Cristianos Democráticos Unidos (CDU) dentro de la coalición el Polo por las Libertades. La alianza tuvo cierto éxito, obteniendo un 5,8% de los votos y 30 los diputados y 15 senadores, sin embargo, ya que el centro-derecha perdió las elecciones frente a la coalición de centro-izquierda El Olivo, el partido se mantuvo en la oposición.
En 1998 Clemente Mastella y varios otros diputados abandonaron el partido para formar Cristianos Demócratas por la República (CDR) y, junto con la CDU, crear la Unión Democrática por la República (UDR), que vino a apoyar al gobierno de centro-izquierda. En 1999, la UDR se transformó en la Unión de Demócratas por Europa (UDEUR), y CDU reucperó su autonomía como partido, volviendo a aliarse con CCD.
De nuevo CCD y CDU formó una alianza para las elecciones generales de 2001 pero integrándose a la vez en la coalición la Casa de las Libertades; esta vez lograron sólo el 3,2% de los votos. Tras éstas, Pier Ferdinando Casini fue nombrado Presidente de la Cámara de Diputados y CCD tuvo un ministro en el gobierno. En 2002, CCD, CDU y Democracia Europea (DE) se fusionaron oficialmente dando lugar a la Unión de los Demócratas Cristianos y de Centro (UDC).
El CCD fue miembro del Partido Popular Europeo desde 1994 hasta 2002.